# Al-Andalus
Al-Andalus (arabsky: الأندلس) je historický arabský název pro oblast Pyrenejského poloostrova ovládaného ve středověku muslimy.
Od roku 711 začala vojska islámského chalífátu pronikat přes Gibraltar na poloostrov a během několika let jej z velké části obsadila. Roku 750 sem utekl potomek svrhnuté dynastie Umajjovců a založil zde Córdobský emirát. Postupem času se Córdobský emirát (od roku 929 chalífát) stal jedním z center vzdělanosti a kultury na evropském kontinentě.
Po roce 1031 se tento státní útvar rozpadá na menší samostatné státy známé jako Taifas. Vzhledem k malé vojenské síle se tyto státy stávaly obětí křesťanské expanze – tzv. reconquisty, tedy úsilí za znovudobytí Pyrenejského poloostrova z rukou muslimů. Přes invaze muslimských armád Almorávidů a posléze Almohadů byla značná část Španělska dobyta do konce 14. století křesťanskými vojsky. Posledním muslimským státem na území Španělska byla Granada, dobytá vojsky Aragonie a Kastilie roku 1492.

## Historie

### Arabská invaze

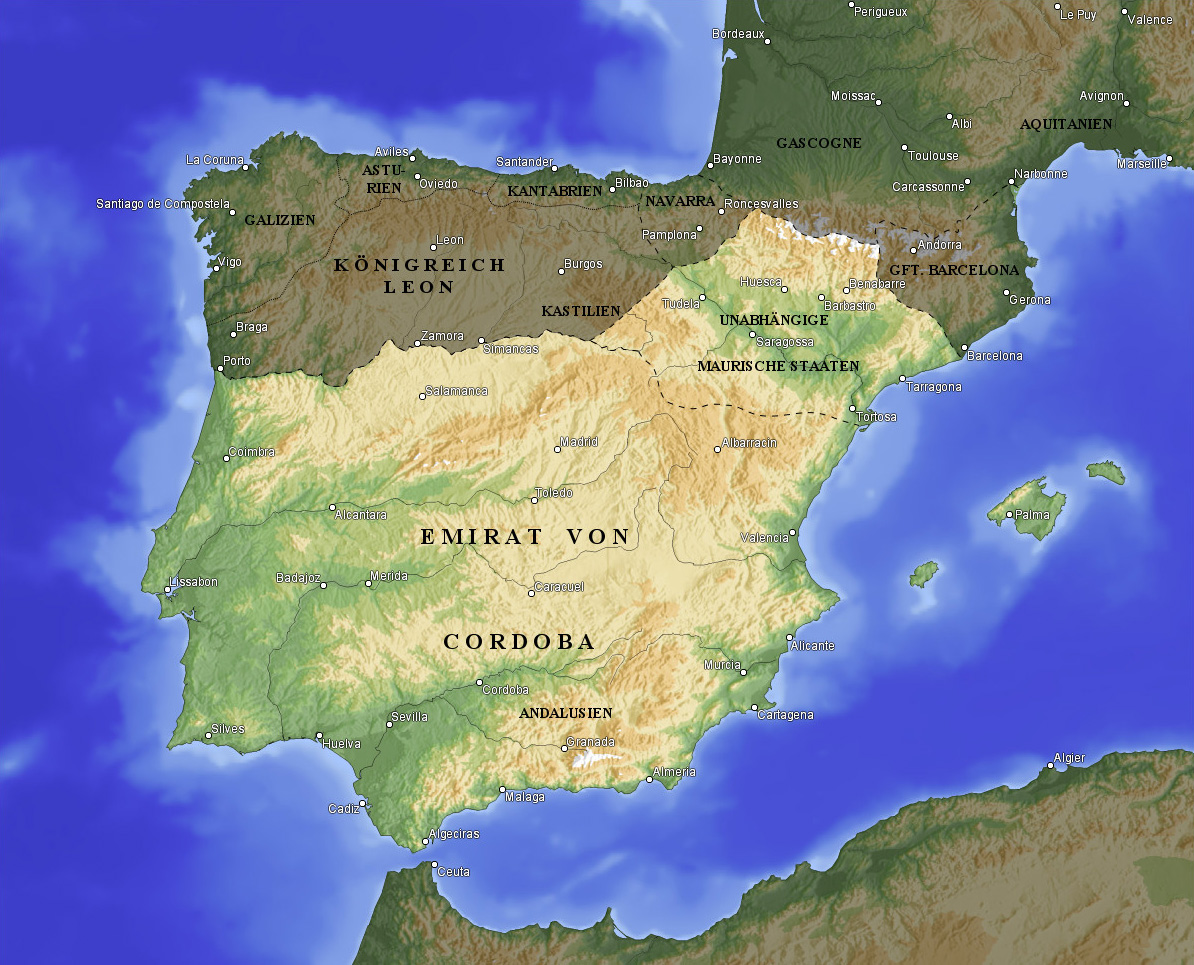
Al-Andalus, Maury ovládaná část Pyrenejského poloostrova kolem roku 910.

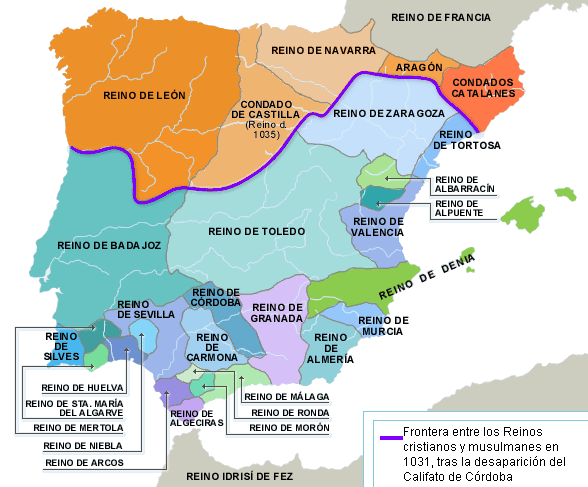
Pyrenejský poloostrov v době taifských království

V roce 711 muslimští Arabové a Berbeři z oblasti dnešního Maroka využili jedné občanské války ve vizigótském království k překročení Gibraltarského průlivu. Jejich velitel Tárik ibn Zijád se vylodil u Gibraltaru (Džebel el Tárik – „Tárikova skála“) a v létě roku 711 přesvědčivě zvítězil v bitvě u řeky Guadalete nad vizigótským králem Roderichem (Rodrigem), který v boji padl. Muslimové rychle ovládli Toledo, odkud pokračovali v dalších výbojích na poloostrově.
Příchozí Arabové resp. Berbeři (případně souhrnné označení Maurové) s sebou do Španělska přinesli také svoji kulturu a především náboženství – islám – jenž byl založen prorokem Mohamedem na počátku 7. století. V roce 716 učinil arabský místodržitel hlavním městem Al-Andalusu (jak Pyrenejský poloostrov nazývali Maurové) Córdobu. Do roku 718 ovládali muslimové většinu poloostrova kromě hornatého severozápadu, kde se místní vizigótské šlechtě úspěšně podařilo zorganizovat odpor proti dobyvatelům.
Již brzy po konsolidaci své moci ve Španělsku překročili muslimové Pyreneje a zahájili tak nájezdy do Akvitánie a Galie. V roce 732 dobyl muslimský generál Abdul Rahman Al Ghafiqi Arles a Bordeaux a pokračoval dále na sever ve směru na Tours, kde se 10. října 732 střetl v bitvě u Poitiers s franským vojskem, jemuž velel Karel Martel. Al-Ghafíki v této bitvě padl a Arabové byli poraženi, načež se stáhli zpět na Iberský poloostrov. Muslimové se po této porážce pokusili ještě několikrát proniknout na sever, byli ale vždy odraženi. V jejich rukou zůstala pouze oblast okolo města Narbonne nazývaná Septimánie.

### Córdobský emirát
Místodržitelům Andalusie byla umajjovským chalífou v Damašku udělena hodnost emírů. Když byli Umajjovci poraženi v občanské válce v chalífátu Abbásovci, Abd ar-Rahmán I., jediný přeživší Umajjovec, uprchl do Španělska, kde byl s nadšením přijat místním obyvatelstvem a založil zde vlastní říši s hlavním městem v Córdobě – Córdobský emirát (v Córdobě nechal postavit unikátní Velkou mešitu – Mezquita). Al-Andalus se tak v dalších staletích stal dějištěm vnitřních bojů mezi arabskými umajjovskými vládci, Berbery ze severní Afriky a křesťanským vizigótsko-římským obyvatelstvem. Abbásovci se pokoušeli Abd ar-Rahmána porazit, avšak ten všechny jejich armády vyslané do Španělska porazil, čímž uhájil nezávislost emirátu. Mnoho Berberů, kteří obdrželi neúrodnou zemi na severu poloostrova, po několika letech slabých úrod opustilo své statky a vrátilo se zpět do Afriky. Absence muslimské vládnoucí vrstvy však v odlehlých oblastech na severu vytvořila mocenské vakuum, kterého později využily rodící se křesťanské státy ke svému rozmachu.
Na konci 8. století požádal místodržitel Zaragozy, který byl soupeřem Abd ar-Rahmána I., o pomoc Karla Velikého. Franský král proto na počátku roku 778 vytáhl do severního Španělska se svým vojskem. Během dalších let pokračovali Frankové ve svých tažení na poloostrov a odňali Maurům Septimánii a také Barcelonu.

### Córdobský chalífát

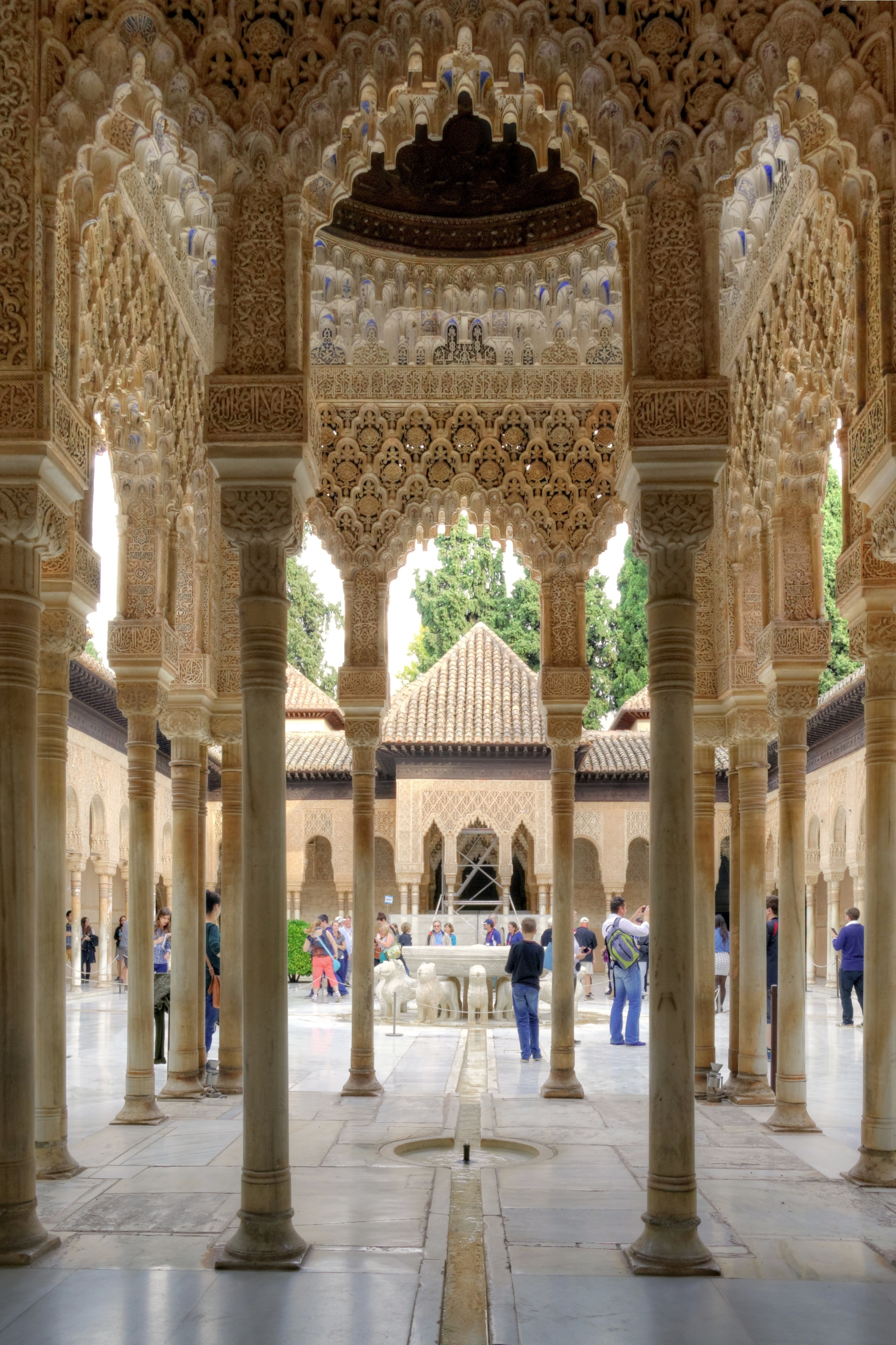
Lví fontána – Alhambra, Granada

V 10. století vyhlásil Abd ar-Rahmán III. vznik cordóbského chalífátu, čímž definitivně přerval veškeré zbývající svazky s chalífy v Sýrii a Egyptě. Za panování prvního chalífy dosáhla arabská věda a umění na pyrenejském poloostrově svého největšího vrcholu. Zemi zdobila četná veliká a bohatá města. S Córdobou, která byla tehdy největším městem Evropy, soupeřila další kvetoucí sídla jako Granada se svojí Alhambrou, Sevilla, Toledo či palácový komplex Medina Azahara. Chalífát byl zaměstnán především vybudováním své mocenské základny v severní Africe, přesto však byla jeho území postupně omezena pouze na okolí města Ceuta. Současně docházelo sice k pomalému, ale vytrvalému útěku křesťanů tzv. Mozarabů do severních království, která tak pozvolna posilovala svoji moc. Nicméně Al-Andalus si nadále udržoval převahu nad křesťanskými královstvími, jak z ekonomického a kulturního, tak i vojenského hlediska. Kromě toho vzájemné vnitřní konflikty mezi křesťanskými královstvími je činily poměrně neškodnými soupeři.

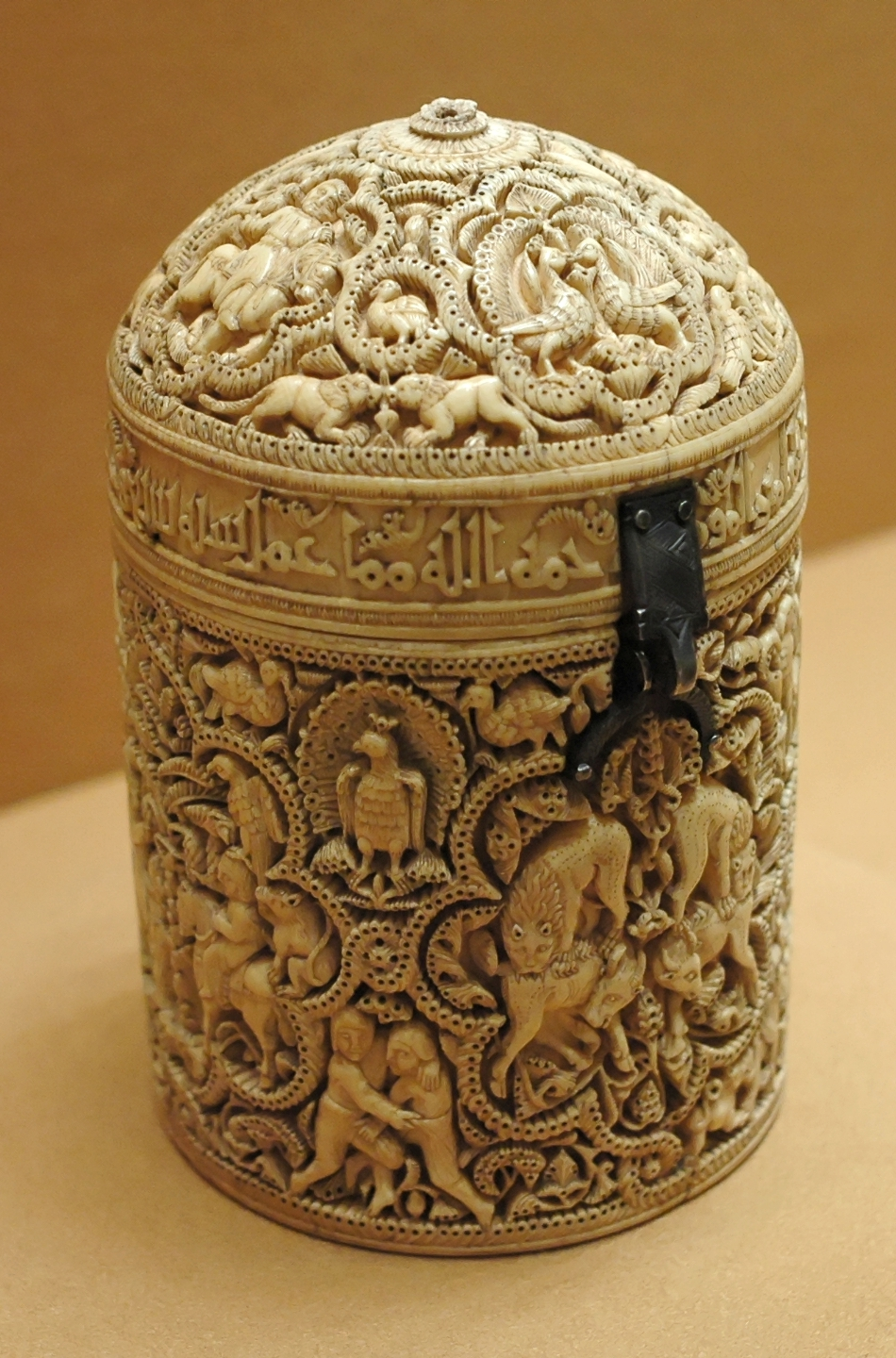
Al-andaluská pyxida vyrobená roku 968.

Vrcholu své politické moci dosáhl chalífát kolem roku 1000 za místodržitele Abi Amira al-Mansúra (známého také jako Almanzor, to znamená „Vítězný“), kdy Maurové dobyli a vydrancovali mnohá křesťanská města včetně Barcelony v roce 985. Po smrti Almanzora se chalífát ponořil do občanských válek, během nichž se rozpadl v tzv. „taifská království“. Vládcové těchto států mezi sebou soupeřili nejen v oblasti vojenství, ale také v podpoře umění a kultury. Vůči výbojným křesťanským státům na severu poloostrova se však ukázali jako zcela bezmocní. Poté, co kastilský král Alfons VI. dobyl v roce 1085 Toledo, muslimští vládcové jen s velkou nelibostí povolali do země Almorávidy, kteří vpadli do Andalusie ze severní Afriky a vytvořili zde almorávidskou říši, která dočasně představovala záštitu španělským muslimům.

### Zánik arabské moci
Ve 12. století se almorávidská říše zhroutila a byla v roce 1147 nahrazena vládou Almohadů. V bitvě u Las Navas de Tolosa 16. července 1212 byli Almohadé poraženi spojeným křesťanským vojskem Portugalska, Leónu, Kastílie, Navarry a Aragónu. V polovině 13. století existoval ve Španělsku už pouze jediný nezávislý muslimský stát v Granadě. 1. ledna 1492 jeho poslední sultán, Mohamed XI. Boabdil, kapituloval a předal město Katolickým Veličenstvům Isabele Kastilské a Ferdinandu Aragonskému, čímž maurská etapa v dějinách Španělska skončila, třebaže arabské a muslimské osídlení Iberského poloostrova se zachovalo až do 16. století.
Význam Al-Andalus zůstává dodnes zachován v povědomí Arabů resp. muslimů a Evropanů jako příklad nejvyspělejší arabské a islámské kultury. Díla z doby starověkého Řecka (kromě jiných například Sókratés, Platón, Aristoteles, Pythagoras a mnoho dalších), byla učenci přeložena do arabštiny a jejich teoretická i praktická hodnota tak byla zachována a tehdejšími učenci dále rozvíjena. Po vítězství v bitvě u Las Navas de Tolosa se tato díla včetně důležitých prací z oborů astronomie, hudby, filozofie, matematiky (například algebra nebo Pythagorova věta atd.) či medicíny dostala do rukou Evropanů a v pozdějších staletích tak napomohla k rozvoji renesance.

## Náboženské poměry
Doba před dobytím Andalusie Almorávidy se vyznačovala ovzduším vzájemné tolerance mezi vládnoucími muslimy a velkými náboženskými obcemi křesťanů a židů. Po nastolení vlády Almorávidů na poloostrově se nicméně prosadil silný náboženský dogmatismus a intolerance, takže mnoho Židů uprchlo do křesťanské části Španělska.